# فرودگاه پرنس چارلز
فرودگاه پرنس چارلز (به انگلیسی: Charles Prince Airport) یک فرودگاه همگانی است که یک باند فرود آسفالت دارد و طول باند آن ۱۲۰۰ متر است. این فرودگاه در شهر هراره کشور زیمبابوه قرار دارد و در ارتفاع ۱۴۷۷ متری از سطح دریا واقع شده‌است.